# Meteorix 5.9 no aprobado
Meteorix 5.9 no aprobado es un cómic de ficción creado por Jorge Break a inicios del año 2000.
Estuvo siete años en circulación en México. Cabe destacar que durante su estadía en esta historieta Jorge Break creció enormemente como artista.
El número 90 fue el final de una de las series más largas (y exitosas) de los últimos años en México. Esta historia en particular, revolucionó la historieta independiente y se inauguró el género del Mexi-manga, término utilizado para este tipo de cómics, que utilizan un estilo híbrido resultado de la mezcla de dos estilos de dibujo: historias estilo americano (cómic) y japonés (manga), agregando en el texto el toque picaresco de dobles sentidos y modismos populares mexicanos, dando como resultado un estilo propio y original.

## Historia
Esta historieta narra las aventuras de Aldo Alva, un joven adolescente de 12 años, mexicano, de segundo de secundaria, aficionado a los cómics, videojuegos y un tanto pervertido. Está enamorado de la chica más popular de la escuela, Eva, que no le hace el menor caso. Su mejores amigos son Miguel Ángel "May", un chico robusto y corpulento de su edad, y Lucy, una chica estudiosa que siempre ha estado enamorada de Aldo en secreto.
Todo cambia cuando un meteorito se aproxima y aparentemente se estrella con la Tierra; antes de la colisión, el ejército estadounidenses ya tenía todo bajo control y con un láser gigante destruyen al supuesto meteorito en cientos de fragmentos que caen sobre todo el planeta capaces de mutar o alterar al código genético o la biología de quien o que lo toque. Aldo se traga accidentalmente una de estas piezas en un parque, recibiendo poderes.
Así inicia la historia de Meteorix, que a lo largo de sus 90 números evoluciona y se va complicando número a número hasta dar lugar a una trama muy intensa, fantasiosa, y entre parodias de acontecimientos reales y eventos fantásticos, avanzando a un muy buen ritmo hasta el final.
Debido al éxito de la revista, se había planeado la creación de un spin-off basado en Katzandra, la mentora de Meteorix. Sin embargo, este título jamás se llegó a concretar por diversas razones, aun cuando se promocionó y anunció ampliamente previo al final de la publicación.

## Personajes principales

### Humanos
- Aldo Alva / Meteorix: El protagonista de la historia. Es un chico tonto y perdedor, pero de buen corazón. Eterno enamorado de Eva y amigo de Lucy y el May. Su vida da un giro cuando se traga una cápsula NAPP y se convierte en Meteorix. Se descubre después que en su ADN se aloja la información de las cuatro razas universales, lo que lo hace el mejor prospecto para ser el Guerrero Universal. Con el tiempo será entrenado por Katzandra y guiado por el maestro Granizero. Conforme pelea y vence a los mutantes se hace más fuerte, aunque llega a perder peleas (y sus poderes) varias veces a causa de su carácter impulsivo y su poco cerebro.

- Lucy García: La chica más inteligente de la escuela, además de excelente jugadora de voleibol. Eterna enamorada de Aldo, aunque él solo la ve como una amiga. Por el contrario, el May esta perdidamente enamorado de ella. Es muy pura e inocente, pero no duda en sacar las garras cuando la situación lo amerita. Es algo neurótica y obsesionada con el orden y la puntualidad. Tiene un hermano menor, Lalito, que es un verdadero demonio. Finalmente, Lucy logra su cometido de ser novia de Aldo, pero no todo irá bien. Durante el avance de la historia conoce a PeeWee, un mutante del ABA infiltrado en la escuela para acercarse y destruir a Meteorix, y poco a poco ambos comienzan a desarrollar un sentimiento de amistad muy fuerte, el cual culmina en amor no correspondido para PeeWee, pues sabe que Lucy aún ama a Aldo. Cuando PeeWee muere, Lucy queda devastada y culpa a Meteorix por su muerte, dándose cuenta de que realmente se había enamorado de PeeWee. Posteriormente a estos hechos, Lucy siempre recuerda a PeeWee y sueña con "lo que pudo ser" de haber estado con él, imaginándose realmente felices.

- Eva Valdez: Es la chica más popular de la escuela, además de la más guapa. Siempre se junta con Pili y Jackie y ha tenido bastantes novios, siempre viste a la moda, y tiene a sus pies a alumnos y maestros por igual. Aunque en un principio parecía ser muy superficial y tonta, con el tiempo se descubre que realmente es una chica triste y solitaria, además de la segunda mejor estudiante del salón, solo por detrás de Lucy. Se ha tenido que valer por sí misma, pues su madre sobrecargo y su abuela enfermera (que lleva años de luna de miel) nunca están en casa. Finalmente desarrolla cariño por Aldo, al que primero trata, literalmente, a patadas.

- Miguel Ángel Yañez / "El May": El mejor amigo de Aldo. De complexión robusta, es muy grande y fuerte, todos le temen y siempre protege a Aldo. Está enamorado de Lucy, pero no se atreve a decírselo. Su padre es dueño de una carnicería y su madre los abandonó cuando el May recién había nacido el May (aunque su padre le dijo que había muerto) para volverse desnudista. Cuando empiezan las apariciones de Meteorix, él también decide luchar contra los mutantes e intenta confrontarlos usando una máscara de luchador, aunque siempre termina golpeado. Más adelante, se pelea con Aldo por como trata a Lucy y se descubre que Jackie, una de las amigas de Eva, está enamorada de él. Poco después se hacen novios, pero cerca del final, se revela que a Pili, la otra amiga de Eva, también está enamorada de él.

### Aliados
- Katzandra / Cassandra Ramos: Proviene de una raza felina de guerreros que fue aniquilada por las fuerzas de la ABA (ella salva su vida porque estaba en "clases particulares" con uno de sus profesores). Después pasó a ser la mano derecha del maestro Granizero, que le encomienda entrenar a Aldo al sospechar que él podría ser el legendario Guerrero Universal. Ella se presentó en la historia justo cuando Aldo se encontraba luchando contra un mutante de nombre Morbostor K69 (batalla que Aldo ya tenía totalmente perdida) y le salva la vida, convirtiéndose desde entonces en la maestra de Aldo, aún con la poca preparación que tenía para asumir dicho cargo. Para poder estar en contacto con Aldo obtiene un empleo como profesora de educación física en la escuela donde él estudia.

- Pingüitron II / PeeWee: Clon modificado de un pingüino mutante muy poderoso, enviado a infiltrarse a la escuela donde estudia Meteorix con la finalidad de destruirlo. No obstante, se enamora de Lucy al punto de incluso revelarse a sí mismo como mutante ante ella. Pese a esto, Lucy va desarrollando un cariño que poco a poco la hace dudar sobre Aldo, y conforme avanza la historia, PeeWee y Lucy se vuelven más cercanos e íntimos. Es considerado un traidor por el General Mörder y Tatema, su creador, y es visto como rival-aliado por Meteorix y Katzandra. Al final se sacrifica para aumentar los poderes de Meteorix, cosa por la cual Lucy cae en una depresión y genera sentimientos de odio hacia Meteorix. Durante un capítulo póstumo a su muerte, se descubre que Lucy en verdad se había enamorado de PeeWee y estaba dispuesta a olvidar a Aldo con tal de estar con él.

- Maestro Granizero: Es uno de los Elementales de la fuerza y el espíritu, un guerrero NAPP extremadamente fuerte y sabio que dirige a la FRN (Fuerza Roji-Negra), de la que, que al inicio de la historia, pareciera estar integrada únicamente por él, Katzandra y Meteorix, aunque al final de la historia se revela que está conformada por unos otros guerreros más, sobrevivientes de los planetas conquistados por el ABA. Es el maestro de Katzandra (e, indirectamente, también de Meteorix) y siempre tiene algún plan eficaz para lograr sus objetivos. Es extremadamente meticuloso y muy rara vez pierde el control de sus actos (como cuando le queman su jorongo). Una de sus características es que para todo cita frases o dichos regularmente de mal gusto para la situación (cosa que a los demás molesta). En el pasado dirigió la AKDmia, donde fue maestro de innumerables guerreros NAPP, incluidos el agente MM (o Doble M) y el General Gröb Mörder. Durante la batalla final por el universo entre la FRN y la ABA, se descubre que él y el ObsterKommand son hermanos. Tanto a través de la misma historia como de pequeños relatos adicionales publicados dentro de la misma revista, se hace ver que Granizero ha visitado el planeta Tierra (y México) desde hace siglos, además de haber contribuido indirectamente al triunfo zapatista durante la Revolución Mexicana (Meteorix 5.9 #63).

- Lucy del Multiverso/ General Arpíah: La contraparte de Lucy en el Multiverso al cual Aldo va a terminar tras un accidente en el hogar de Katzandra. En un inicio era solo la Neo-líder de un grupo anarquista de su Tierra con poderes NAPP. Esta chica, a diferencia de la del universo principal, es pelirroja, más agresiva y sexy. Tiene un fuerte deseo de venganza. Cuando Meteorix se marchó de su universo, causó la destrucción de este y Lucy quedó atrapada en la fuerza vibracional, perdiendo sus piernas y quedando a la deriva en espera de su muerte. Sin embargo, el ObsterKommand, que ya vigilaba a Meteorix en secreto, fue testigo de estos eventos y la rescató, sanando sus heridas y restaurando sus piernas, además de entrenarla para aumentar considerablemente su poder. Se le vuelve a ver hasta el arco final de la serie, bajo el nombre de "Arpíah", siendo la encargada de ejecutar a Ivanna Tigranova, C.Love y a la Última Perra de Tíndalos, intentando además vengarse de Meteorix y preparar la Tierra para la invasión. Se hace ver que ella y el ObsterKommand mantienen una relación sentimental, pese a la diferencia de edades.

### Villanos
- General Gröb Mörder: Extraordinario guerrero NAPP, genio de la táctica y la estrategia, alumno ejemplar de la AKDmia, que en la actualidad trabaja para las fuerzas de la ABA (Alianza Blanco-Amarilla) que dirige el ObsterKommand. Debido a un conflicto que tuvo en la AKDmia con el agente MJ perdió un ojo y gran parte de su capacidad de raciocinio, cosa que lo lleva a sufrir trastornos de esquizofrenia y baja autoestima. Junto al doctor Tatema son los encargados de dar caza y capturar a los guerreros NAPP del planeta Tierra. Se supone que él es el superior y jefe del Dr. Tatema, pero más adelante se revela que en realidad Tatema solo lo utiliza.

- Dr. Tatema Tumoko Lokaido: Mano derecha del General Morder, encargado de las especificaciones técnicas y básicamente todo lo que Morder no quiere o no puede hacer. Se sabe que fue estudiante de la AKDmia espacial, y que abandonó la práctica médica por su torpeza (es gracias a él que Mörder queda tuerto y medio idiota). En la parte final de la historia se revela que es él quien está detrás de los planes de Mörder, jugando un papel de titiritero. Algo común dentro de la historia es que siempre se le ve comiendo alguna clase de comida chatarra.

- Margarito Menchaca / Doble M / Emma Double: Agente especial al servicio de la ABA. También estudiante de la AKDmia espacial, comparte un pasado amoroso con el general Morder. Pertenece a la raza Daga, quienes se caracterizan por poder cambiar de sexo sobre la base de una gran acumulación de poder o dolor intenso. Después de una importante pelea contra Meteorix y Katzandra, es vencida por el maestro Granizero, quien otrora fuera su mentor. Posteriormente, bajo el nombre de Emma Double, se compromete con el hermano de Aldo, Fernando Alva "Nandito", con el fin de conseguir el material genético del guerrero universal, pero en verdad termina enamorada de Nandito, al cual transforma en un Morphus (mutante con la capacidad de cambiar de forma a voluntad), las criaturas favoritas de Doble M.

- Ivanna Tigranova: Conocida también como "La Duquesa Blanca", pertenece a la misma raza que Katzandra, quien aparentemente la conoce. Llega a la Tierra por mandato directo del ObsterKommand para suplir a Mörder en sus funciones, ante las constantes fallas de este. Aunque está enamorada del ObsterKommand, se sabe que es bisexual y siente un gran desprecio por los hombres en general, cosa que se demuestra en su trato humillante hacia Mörder y Tatema. Tiene sus propios planes de traición y venganza, que se ven frustrados al ser asesinada junto con la agente C.Love por la General Arpíah.

## Revista
La historieta estuvo en circulación por 7 años, su primera publicación fue el 15 de mayo de 2000 y terminó en enero del 2008, distribuido por Editorial Toukan. Aún puede conseguirse en algunos puestos de revistas, sin embargo, su emisión oficial terminó en el 2008.
La historia consta de 90 revistas divididas en 6 volúmenes de 15 revistas cada una. A diferencia del manga japonés, la revista esta impresa completamente a colores como lo es el estilo americano.
Varias revistas cuentan con pequeñas historias paralelas a la trama principal. Así como ediciones especiales como las de Navidad.